# Г'ю Фальконер
Г'ю Фальконер (англ. Hugh Falconer, 29 лютого 1808 — 31 січня 1865) — шотландський професор ботаніки, геолог, палеонтолог, палеоантрополог, доктор медичних наук.

## Біографія
Г'ю Фальконер народився в Шотландії 29 лютого 1808 року.
У 1826 році Фальконер закінчив Абердинський університет, де він вивчав природознавство. Згодом він вивчав медицину в Единбурзькому університеті. У 1829 році Фальконер здобув ступінь доктора медичних наук.
В 1830 у Г'ю Фальконер став помічником хірурга у Британської Ост-Індської компанії у Бенгалії. У Бенгалії він досліджував скам'янілі кістки. Його опис скам'янілостей, опублікований незабаром після цього, визначив його місце посеред визнаних вчених Індії. У 1837 році нагороджений медаллю Волластона Лондонського геологічного товариства.
Г'ю Фальконер вперше висунув теорію переривчастої рівноваги, яка стверджує, що еволюція істот, що розмножуються статевим шляхом, відбувається стрибками, перемежованими з тривалими періодами, в яких не відбувається істотних змін. Можливо також, що він був першим, хто знайшов викопних мавп.
Фальконер керував ботанічним садом у Калькутті в Індії. Він також був професором ботаніки в медичному коледжі в Калькутті. Фальконер був членом Лондонського королівського товариства.
Г'ю Фальконер помер 31 січня 1865 року. Похований на кладовищі Кенсал-Грін у Лондоні.

## Наукова діяльність
Г'ю Фальконер спеціалізувався на скам'янілостях, на мохоподібних та на насіннєвих рослинах.

## Наукові роботи
- Hugh Falconer and Proby T. Cautley, Fauna Antiqua Sivalensis, being the Fossil Zoology of the Sewalik Hills, in the North of India, Part I, Proboscidea, London (1846), with a series of 107 plates by G. H. Ford appearing between 1846 and 1849.
- Palæontological memoirs and notes of the late Hugh Falconer, edited, with a biographical sketch, by Charles Murchison, M.D., 2 vols., London, R. Hardwicke (1868). OCLC: 2847098.
- Falconer's works were documented in the Royal Society's Catalogue of Scientific Papers, vol. ii (1968).